# Merzbow
Merzbow (pravim imenom Masami Akita) je japanski eksperimentalni glazbenik koji je ujedno i jedan od začetnika noise scene kako u Japanu tako i u svijetu. U karijeri je izdao više od 300 albuma na CD-ima, kazetama i pločama uključujući i legendarne albume 1930, Pulse Demon i Venereology.